# Peter Christensen (politiker)
 Der er flere personer med dette navn, se Peter Christensen.
Peter Christensen (født 23. april 1975 i Sønderborg, død 6. februar 2025 i København) var en dansk politiker fra Venstre, medlem af Folketinget fra 2001 til 2015 og skatteminister fra 8. marts til 3. oktober 2011. Efter ikke at være blevet genvalgt ved valget 2015 besluttede han at stoppe i politik, men i september 2015 blev han udnævnt som forsvarsminister og minister for nordisk samarbejde, da Carl Holst trak sig fra posten.
Peter Christensen fik som helt ung konstateret kræft og blev helbredt, men kræften vendte tilbage i begyndelsen af 2020'erne og han var syg fire år frem til sin død i 2025.

## Baggrund
Peter Christensen blev født i Sønderborg som søn af gårdejer Anton Boisen Christensen og laborant Grete Christensen. Han tog 10. klasse på Agerskov Ungdomsskole 1991-92 og blev uddannet elektriker fra 1993 til 1997.
Privat var han gift to gange og havde i alt tre børn, de to ældste med sin første hustru og den yngste med sin seneste, journalist og tv-vært Josefine Kofoed. Parret blev gift i 2016.

## Politisk karriere
Christensen var amtsformand for Venstres Ungdom (VU) i Sønderjylland 1996-97, landsnæstformand 1997-99 og landsformand for VU 1999-2001. Han var medlem af Venstres hovedbestyrelse fra 1997. Han var desuden medlem af TV-Syds fondsbestyrelse 1996-99.
Christensen var medlem af Folketinget fra den 20. november 2001 til den 18. juni 2015, valgt for Venstre i Sønderjyllands Amtskreds.
Han var Venstres kandidat i Løgumklosterkredsen fra 2002 og i Tønderkredsen 2000-2002. Han har blandt andet været finanspolitisk og skattepolitisk ordfører. I april 2009 blev han Venstres politiske ordfører. Dette hverv besad han frem til 8. marts 2011, hvor han overtog posten som skatteminister, som han bestred, indtil regeringen Lars Løkke Rasmussen I gik af 3. oktober samme år.
Fra den 1. oktober 2010 til 7. marts 2011 var han statsrevisor.
Ved Folketingsvalget i 2015 opnåede Christensen ikke genvalg,
men efter Carl Holst forlod posten som forsvarsminister blev Christensen den 30. september 2015 udnævnt som ny forsvarsminister og minister for nordisk samarbejde.
Da Venstreregeringen blev udvidet med Liberal Alliance og Konservative, blev Peter Christensen erstattet af Claus Hjort Frederiksen.
Fra 2012 var Christensen Ridder af Dannebrog.

## Efter politik
I 2017 blev Peter Christensen økonomidirektør i Refshaleøens Ejendomsselskab og skiftede i 2023 til en stilling som direktør for Aktive Ejere i Danmark.